# Les Saisons du plaisir
Pour plus de détails, voir Fiche technique et Distribution.
Les Saisons du plaisir est un film français réalisé par Jean-Pierre Mocky et sorti en 1988.

## Synopsis
Solides centenaires, Charles et Emmanuelle, organisent, comme chaque année, dans leur château, le congrès des parfumeurs, qui distribuent leurs produits. Garibaldi, leur gendre mutilé et quelque peu dérangé, en sera le majordome. Hélène et Jacques, leurs petits-enfants, le comité d'accueil.

## Fiche technique
- Titre : Les Saisons du plaisir
- Réalisation et Dialogues : Jean-Pierre Mocky
- Scénario : Jean-Pierre Mocky et Patrick Rambaud
- Assistant réalisateur : Radu Mihaileanu
- Sociétés de production : Canal +, FR3 Cinéma et Alliance Films
- Production exécutive : Maurice Bernart
- Sociétés de distribution : BAC Films, Les Films du Collectionneur et L.C.J. Productions
- Montage : Jean-Pierre Mocky et Joëlle Dufour
- Photographie : William Lubtchansky
- Musique : Gabriel Yared et Mimi Perrin
- Costumes : Marie Rodriguez et Marina Zuliani
- Maquillage : Josée De Luca
- Décors : Clorinde Méry et Étienne Méry
- Son : Bernard Rochut, Philippe Eidel et Franck Redlich
- Année : 1987
- Sortie :  France 10 février 1988
- Date de sortie VOD : 31 décembre 2014
- Durée : 88 minutes
- Genre : comédie
- Format : Couleur - 35mm - 2.35:1
- Box-office France : 770 591 entrées[1]
- Classification du film : interdit aux moins de 10 ans

## Distribution

### la famille Van Bert
- Charles Vanel : Charles van Bert
- Denise Grey : Emmanuelle van Bert
- Jean Abeillé : Garibaldi
- Jacqueline Maillan : Jacqueline Garibaldi, sa femme
- Jean-Pierre Bacri : Jacques
- Fanny Cottençon : Hélène

### Les congressistes
- Jean-Luc Bideau : Paul
- Bernadette Lafont : Jeanne (sa femme)
- Marjolaine Poulain : Amélie
- Jean Poiret : Bernard Germain
- Eva Darlan : Marthe Germain
- Darry Cowl : Daniel Daniel (homosexuel)
- Roland Blanche : Gus Sirocco
- Stéphane Audran : Bernadette
- Sylvie Joly : Dominique
- Dominique Zardi : Un congressiste

### Les autres personnages
- Richard Bohringer : Adam (gardien homo)
- Bernard Menez : Simon (autre gardien homo)
- Judith Godrèche : Ophélie
- Denis Laustriat : Philippe Mercier
- Danielle Askain : la journaliste de Canal+ (non créditée)
- Hervé Pauchon et Sophie Moyse : Sophie et Thierry, les amoureux
- Nathalie Aussant : Angèle
- Pascal Liger : Pascal
- Jean-Claude Romer : Damien
- Stéphan Airy : Julio
- Christel Daussy : Sylvie
- Frédéric Gosse : Pierre
- Olivier Hémon : Le capitaine
- Tony Marot : Daniel
- Antoine Mayor : Le berger
- Morgane Pierson : Aglaé, un enfant
- Alexandre Provost : Albert, un enfant
- Julie Romanus : Un mannequin
- Michel Varille : Petit-Minet
- Maarietta Von Hess : Un mannequin
- Jean Azéma : Un musicien
- Michel Bénita : Un musicien
- Hélène La Haye : Une musicienne
- Christian Piedra : Un musicien
- Jean-Claude Forestier : Un congressiste (non crédité)
- Anna Gabriella : Une congressiste (non créditée)
- Patrick Granier : Un congressiste (non crédité)
- Ariane Kah : Une congressiste (non créditée)
- Catie Martin : La pisseuse (non créditée)
- Gérard Pansanel : Un musicien (non crédité)
- Moïse Partouche : Un congressiste (non crédité)
- François Philipp : Un congressiste (non crédité)
- Youri Radionow : Un congressiste (non crédité)
- Antoine Valli : Un congressiste (non crédité)

## Production

### Casting
Les compagnies d'assurances étaient réticentes pour assurer Charles Vanel, dont ce fut l'ultime rôle, et Denise Grey, dont c'est l'avant-dernier, qui avaient plus de 90 ans lors du tournage. Finalement, le film fut tourné sans incident, et le tournage se termina bien.

### Tournage
Le film a été tourné au Château de Lavagnac et à Montagnac (Hérault)

### Musique
Les paroles de la chanson Les saisons du plaisir composée par Gabriel Yared qui jalonne le film sont écrites par Mimi Perrin. Cette chanson est chantée par Christiane Legrand, Claudine Meunier, Isabelle Thévenet, Michel Barouille et Jean-Claude Briodin.

### Affiche
L'affiche représente un champignon et une poire respectivement en forme de phallus et de fesses. Le poster fut controversé et censuré.

## Nomination
- 14e cérémonie des Césars (1989) : Nomination au César de la meilleure affiche[6].